# Прохорівна
«Прохорівна» (рос. Прохоровна) — пропагандистський художній фільм 1941 року, знятий одеським режисером Лазаром Юдіним на евакуйованій в Ташкент Одеській кіностудії.

## Сюжет
1941 рік. Прифронтове село. Сім гітлерівських диверсантів в формі радянських солдатів скинуті недалеко від якогось села. Шестеро з них — знищені або взяті в полон. Сьомий схоплений жінками на чолі зі старою Прохорівною.

## У ролях
- Клара Мілич — Прохорівна
- Степан Каюков — Єгорич
- Георгій Куровський — епізод
- Анатолий Нікітін — начальник партизанського загону

## Знімальна група
- Режисер-постановник — Лазар Юдін
- Оператор-постановник — Григорій Айзенберг
- Композитор — Генрик Варс